# Casa de Uceda (kommunhuvudort)
Casa de Uceda är en kommunhuvudort i Spanien.   Den ligger i provinsen Provincia de Guadalajara och regionen Kastilien-La Mancha, i den centrala delen av landet, 50 km nordost om huvudstaden Madrid. Casa de Uceda ligger 917 meter över havet och antalet invånare är 114.
Terrängen runt Casa de Uceda är platt åt sydost, men åt nordväst är den kuperad.Runt Casa de Uceda är det glesbefolkat, med 10 invånare per kvadratkilometer. Närmaste större samhälle är Uceda, 7,7 km väster om Casa de Uceda. Trakten runt Casa de Uceda består till största delen av jordbruksmark.